# Sporothrix brasiliensis
Sporothrix brasiliensis är en svampart som beskrevs av Marimon, Gené, Cano & Guarro 2007. Sporothrix brasiliensis ingår i släktet Sporothrix och familjen Ophiostomataceae.   Inga underarter finns listade i Catalogue of Life.